# حسن‌آباد سنچولی
حسن‌آباد سنچولی یا سنچولی روستایی در دهستان خمک بخش جزینک شهرستان زهک استان سیستان و بلوچستان ایران است.

## جمعیت
بر پایه سرشماری عمومی نفوس و مسکن در سال ۱۳۹۵ جمعیت این روستا ۱۹۸ نفر (۵۸خانوار) بوده‌است.